# Abbasso le bionde
Abbasso le bionde (Redheads on Parade) è un film del 1935 diretto da Norman Z. McLeod.

## Produzione
Il film, prodotto dalla Fox Film Corporation, fu girato dal 28 febbraio al 20 aprile 1935.

### Colonna sonora
- I Found A Dream - musica di Jay Gorney, parole di Don Hartman - eseguita da Dixie Lee
- Redheads on Parade - musica di Jay Gorney, parole di Don Hartman
- I've Got Your Future All Planned - musica di Jay Gorney, parole di Don Hartman

## Distribuzione
Il copyright del film, richiesto dalla Twentieth Century-Fox Film Corp., fu registrato il 30 agosto 1935 con il numero LP5801.
Distribuito dalla Fox Film Corporation e presentato da William Fox, il film uscì nelle sale cinematografiche statunitensi il 7 settembre 1935 con il titolo originale Redheads on Parade. In Portogallo prese il titolo As Ruivas Estão na Moda, distribuito il 3 giugno 1936.

### Critica
(Mario Gromo su La Stampa del 9 maggio 1936)